# Redmond (Western Australia)
Redmond ist ein Ort im australischen Bundesstaat Western Australia. Er liegt etwa 17 Kilometer nordwestlich von Albany.

## Geografie
Südlich des Ortes liegen Marbelup, Torbay und Drome, westlich Redmond West, nördlich Narrikup und östlich Green Valley.
Zum Meer im Süden sind es über zwölf Kilometer Luftlinie. Um Redmond liegen außerdem die Naturschutzgebiete Phillips Brook Nature Reserve und das Sleeman Creek Nature Reserve, der See Quandenup Lagoon und der Fluss Sleemans Creek.
Redmond kann durch die Straße Redmond-Hay River Road vom Albany Highway aus erreicht werden.

## Geschichte und Etymologie
Der Ort befindet sich im traditionellen Siedlungsgebiet des Aborigines-Stamms der Mineng.
1912 wurde auf dem Gebiet ein Ausweichgleis angelegt. Die Region hieß ursprünglich Mulikupp, wurde aber später in Redmond umbenannt. 1913 wurden Parzellen ausgeschieden. 1916 war eine Schule erbaut worden gebaut wurde Redmond ins Ortsverzeichnis aufgenommen.
Die Herkunft des Namens Redmond ist unbelegt, soll aber eine Ehrung an den irischen Politiker John Redmond sein.

## Bevölkerung
Der Ort Redmond hatte 2016 eine Bevölkerung von 205 Menschen, davon 54,2 % männlich und 45,8 % weiblich. Darunter sind 3,5 % (sieben Personen) Aborigines oder Torres Strait Islanders.
Das durchschnittliche Alter in Redmond liegt bei 46 Jahren, acht Jahre über dem australischen Durchschnitt von 38 Jahren.